# Léna Brauner
Léna Brauner (* 1991) je česká výtvarnice, malířka, zpěvačka, ilustrátorka a performerka. 

## Život a tvorba
Léna Brauner se narodila v roce 1991. Uměleckému vyjádření se věnuje od mládí. Vystupuje jako autodidaktka – neabsolvovala žádné formální výtvarné vzdělání. Věnuje se malbě, zpěvu, ilustraci, tvorbě objektů a performance. V mládí se věnovala dabingu. Často pracuje s tématy snových krajin, magie, vnitřních světů a ženskosti.
Její tvorba je výrazná kombinací tradičních výtvarných technik a moderního přístupu k prezentaci skrze digitální média. Sama o sobě říká, že umění chápe jako nástroj komunikace a osobního růstu, nikoli jako produkt určený primárně ke komerci. Své výstavy a vernisáže pořádá na neobvyklých místech jako několikadenní eventy se specifickou scénografií, lightdesignem a performance.[zdroj?]
V roce 2017 vydala ilustrovaný deník 7 let den po dni s Lénou Brauner, v roce 2024 vyšla jeho druhá edice 7 let s Lénou Brauner.[zdroj?]
V roce 2022 vyšel její knižní debut O vílách a snech, který je souborem myšlenek, úvah a nálad sesbíraných v letech před vydáním. První a dosud jediná komplexnější sbírka jejích kreseb.
V roce 2021 vydala píseň Friendzone, první singl z plánovaných dvou alb.[zdroj?]
Spolupracovala s Jiřím Burianem, se kterým vystupovala jako zpěvačka v projektu Kapitán Demo (2018-2019), a s Tomášem Klusem, pro kterého dělala live painting na jeho koncertech a ilustrovala přebal jeho desky Anat život není (2015).[zdroj?]

## Výstavy
- Kavárna co hledá jméno, Praha – 2016
- Vnitroblok, Praha – 2016[5]
- Kasárna Karlín, Praha – 2017[6]
- Galerie Mánes, Praha – 2018[7]
- Továrna, Praha – 2018[8]
- Hala 13, Praha – 2022[9]
- Invalidovna, Praha – 2024

Zúčastnila se také různých art marketů a pop-up projektů zaměřených na mladé umělce.[zdroj?]

## Mediální ohlas
Brauner vystoupila v několika médiích, kde popsala svůj přístup k umění a vlastní cestu bez tradiční umělecké průpravy. Její tvorba, životní styl i osobní značka byly předmětem zájmu kulturních publicistů i širší veřejnosti.[zdroj?]